# Tyrannus cubensis
Tyrannus cubensis là một loài chim trong họ Tyrannidae.